# Zeglingen
Zeglingen est une commune suisse du canton de Bâle-Campagne, située dans le district de Sissach.

Vue aérienne (1953).